# Corbeni (okręg Ardżesz)
Corbeni – wieś w Rumunii, w okręgu Ardżesz, w gminie Corbeni. W 2011 roku liczyła 472 mieszkańców.